# Gianpaolo Iaselli
Gianpaolo Iaselli (Caserta, 11 aprile 1948) è un politico italiano.

## Biografia
Nato a Caserta nel 1948, conseguì la laurea in giurisprudenza ed esercitò la professione di avvocato civilista. È stato tra i fondatori del Rotaract Club di Caserta-Terra di Lavoro nel 1968.
Militò politicamente nelle file della Democrazia Cristiana, partito con il quale venne più volte eletto consigliere comunale e provinciale. Fu sindaco di Caserta dal 1978 al 1983 e presidente della Provincia di Caserta dal 1989 al 1990.
Ricevette l'incarico di revisore dell'Enel nel biennio 1991-1992, prima della trasformazione dell'ente in società per azioni. Nel 2008 divenne presidente del Rotary Club Caserta.